# Echeveria pinetorum
Echeveria pinetorum är en fetbladsväxtart som beskrevs av Joseph Nelson Rose. Echeveria pinetorum ingår i släktet Echeveria och familjen fetbladsväxter. Inga underarter finns listade i Catalogue of Life.